# ユッカ
ユッカ（学名：Yucca）は、リュウゼツラン科イトラン属（ユッカ属）の植物の総称。英語ではyucca（ヤッカ）。ユッカという名前は、初期にカリブ諸島でユカ（Yuca）と呼ばれるキャッサバと混同したために付けられた名前である。日本の園芸種としては青年の木（せいねんのき）の名前でも知られる。

## 特徴
イトラン属（ユッカ属）の種は同じリュウゼツラン科のリュウゼツランと形態が似通っている。ユッカは常緑の多年生植物で多くは低木であるが、中には樹高10メートルを超すものもある。葉は放射状（ロゼット）に生え、多くの種では、葉は硬く厚みがあり、形状は剣状で先が針のように硬く尖り、縁にノコギリ状の歯があり取り扱いには注意を要する。この葉の特徴から多くの種の通称に銃剣（bayonet）、短剣（dagger）、剣（Sword）、針（needle）等と名付けられている。多くの種は乾燥地帯のある程度標高の高い所で自生する。いずれも長い花茎を伸ばし多くの白から乳白色の花をつける。主な原産地はメキシコを含む北米である。
ユッカは虫媒花で昆虫との相利共生関係にある。ユッカの花の雌しべと雄しべは離れており、自然には受粉しない、ユッカ蛾により受粉し、ユッカ蛾は花に産卵する。ユッカの種子しか食べない幼虫の寄生宿主となっている。ユッカの実は大きく殆どを食べ残しユッカとユッカ蛾はともに子孫を残す。
通称ユッカガはホソヒゲマガリガ科に属する3属(Tegeticula, Parategeticula, Prodoxus)のガである。

### リュウゼツランとユッカの違い
近縁の種であるリュウゼツラン属とユッカ属は原生地が主にメキシコ・米国南西部の乾燥地帯、多肉植物で葉の形、ロゼット状の形態など類似点が多い。　
主な違い（例外もある）は、
- 葉はいずれも放射状に生えるがリュウゼツランの方がより肉厚で葉の先にとげ、葉の縁にのこぎり刃状のとげがあるのに対し、ユッカはより薄く、細く、葉は真っ直ぐでとげがないものが多い。またユッカは成長に伴い幹を形成し高く成長するがリュウゼツランはほとんど幹を形成しない。
- 受粉はユッカはユッカガによるが、リュウゼツランはハチ、ガ、鳥、コウモリなどによる。　リュウゼツランの大半は一回結実性で10年から数十年に一度しか開花せず、結実後には枯れるが、ユッカは成熟個体はほぼ毎年開花し結実後も枯れず成長を続ける。

## 分布

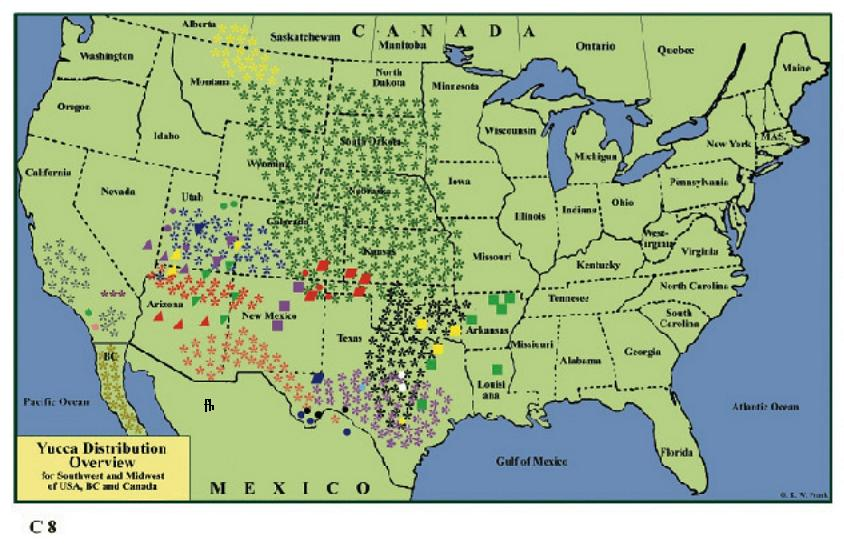
ユッカの米国周辺での分布

イトラン属（ユッカ属）（49種、24亜種（subspecies））は中米から北米にかけて広く自生しており、南はガテマラから北はカナダのアルバータ州に及んでいる。特にメキシコ北部のバハ・カリフォルニア州、ソノラ砂漠、チワワ砂漠、米国中西部の乾燥地帯に多く分布している。
生育環境は 主に乾燥帯(arid) からステップ気候(semi-arid)の乾燥した環境であるが、亜熱帯(subtropical)から亜温帯（semi-temperate）にも分布している。地形的には砂漠、悪地地形、プレーリーなどの草原地帯、山岳地帯から海岸の砂丘地帯と幅広い。

## 利用
17-8世紀に原産地の北米から各地へ移植され、観賞用に多くの品種が開発された。ユッカは耐寒性・耐暑性があり、水と手入れがほぼ不要であることから、アメリカ西部では庭園植物として広く栽培されている。
ジョシュア・ツリーに関してはアメリカのいくつかの州では保護されており、採取は規制されている。またｍ夏季の休眠期に過度に水を与えると死んでしまうため、造園家は避けている。
ニューメキシコ州ではユッカを州の花としている。
原産地の北米では多くの種の果実、種、花、花茎、稀に根が先住民により食用・薬用に利用されていた。またｍ葉や茎から取れる繊維は衣料や日用品に加工されて使われていた。サポニンを含む樹液は洗剤としても使われた。
「高血圧や高脂血症の改善」、「骨関節症の痛み、こわばり、むくみなどの症状を改善」という報告があるが、薬用としての有効性は証明されていない。しかし、アメリカでは「Mojave yucca」と「Joshua tree」が安全な食品添加物（GRAS）として認可されている。

## 主な種

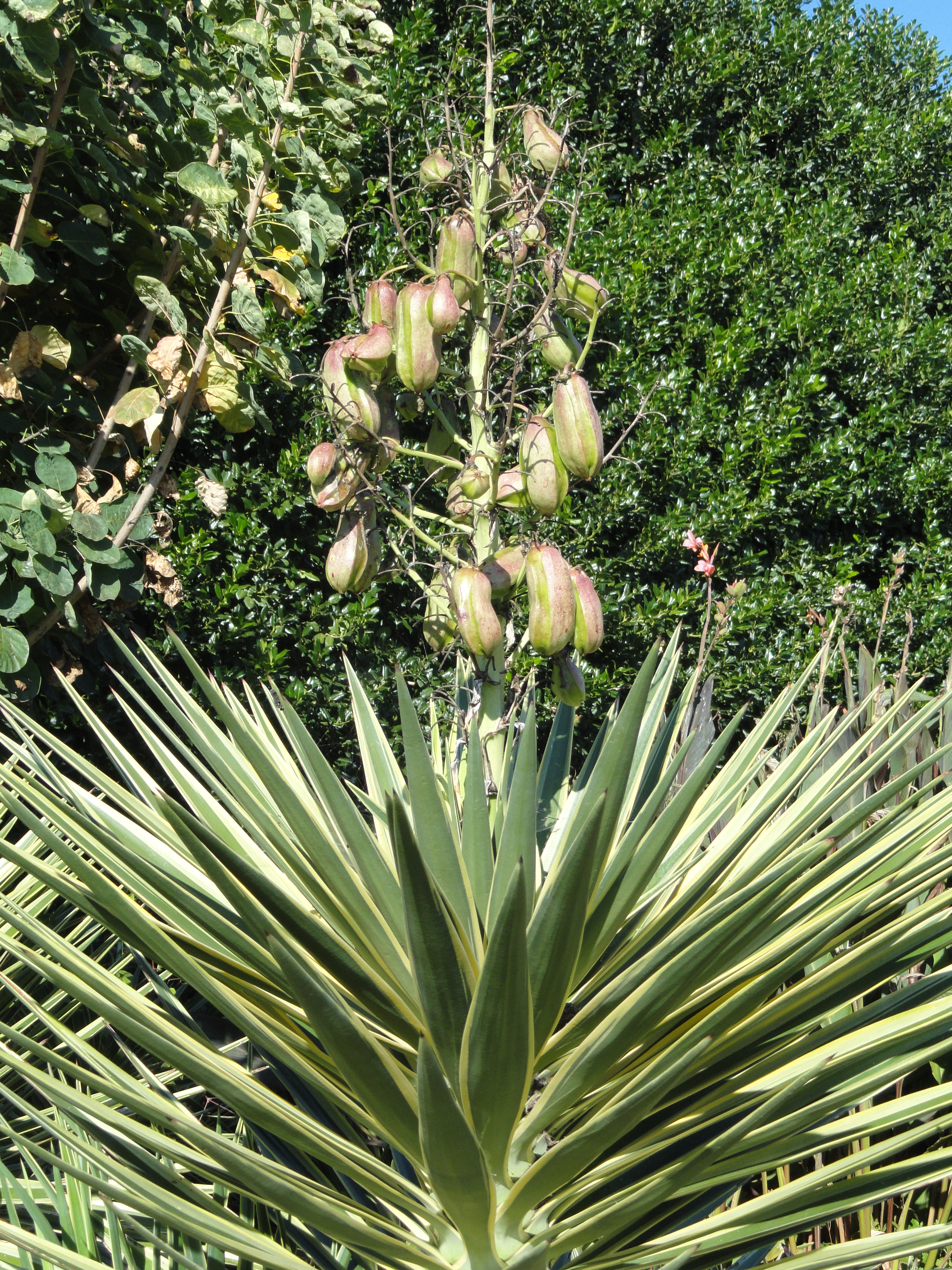
センジュラン

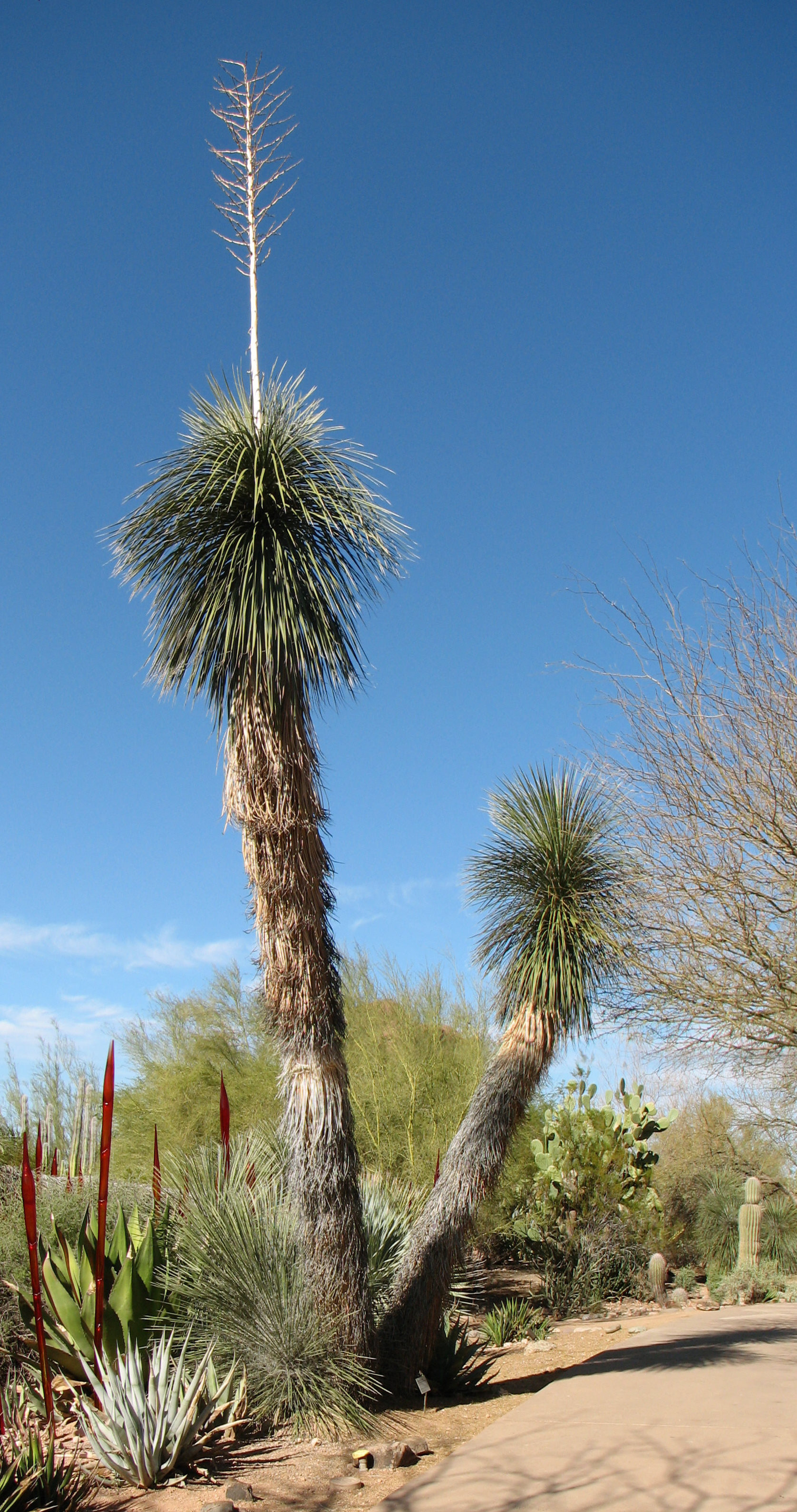
Y. elata

Yucca aloifolia　和名：センジュラン（千寿蘭）
アメリカ・メキシコ・ジャマイカ原産、樹高は4 - 6 m、葉は長さ40 cmで先端が針のように尖り、縁に細かい鋸歯がある。別名はSpanish bayonet（銃剣）。花茎は30 - 60 cmになる。葉の端に黄色の入るものはキンポウラン、若葉に黄色、白色の条線が入るものはサンシキセンジョウランと呼ぶ。

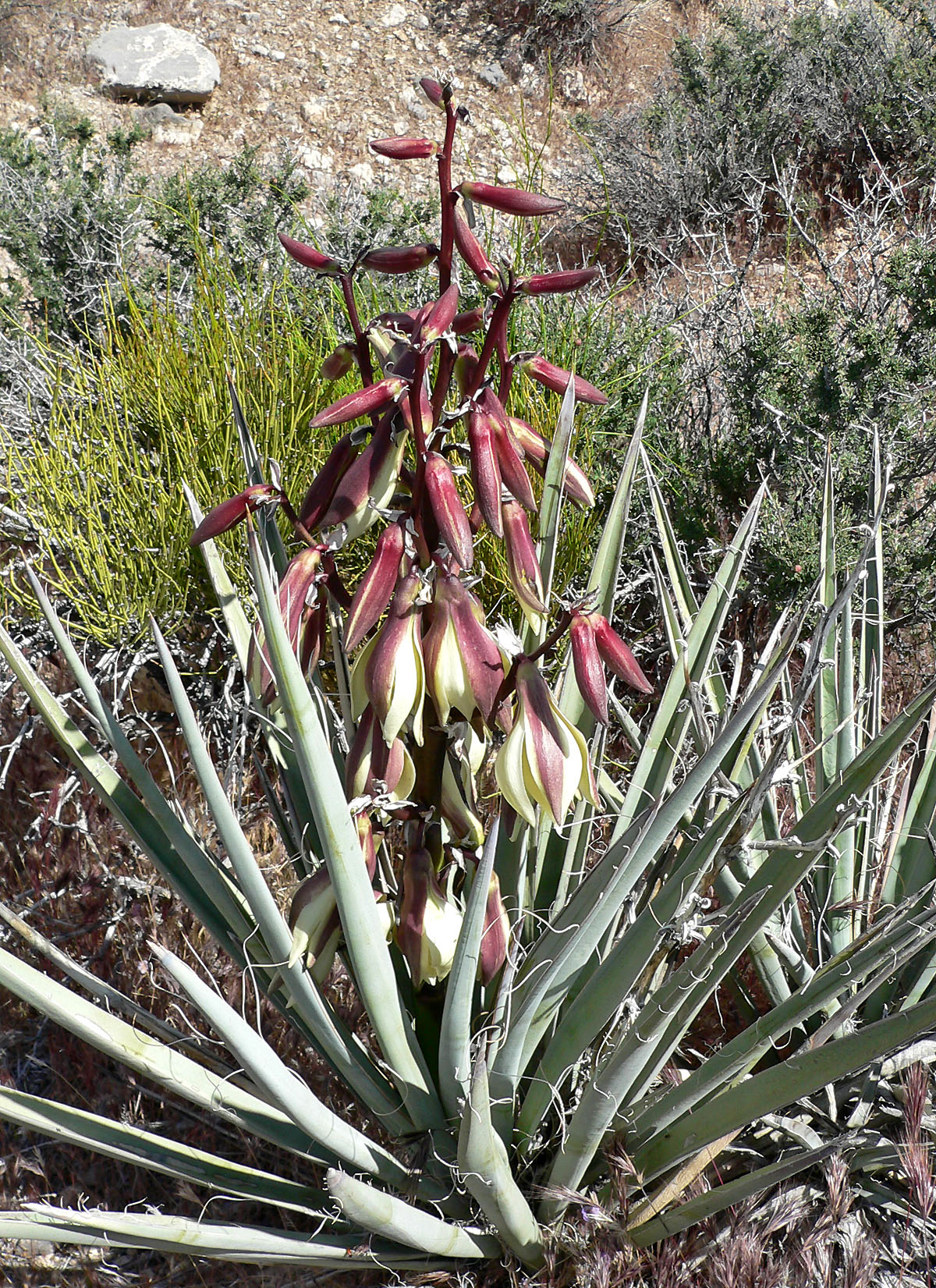
Y. baccata

Yucca baccata
通称 Datil yucca、Banana yucca。青緑色の長さ30 - 100 cmの葉がロゼット状に生え、幹は無いか非常に短い。開花時期は4月から7月で白から乳白色で5 - 13 cmの花を咲かせる。花茎はあまり高くはなく1 - 1.5 mほどである。果実はバナナの形をしており長さが8 - 18 cmで甘い、Paiute族は干した果実を冬季の食料にしている。植生はロッキー山脈とシエラネヴァダ山脈の間のグレートベースン、モハーヴェ砂漠、ソノラ砂漠、チワワ砂漠等の標高1500 - 2500 m砂漠地である。

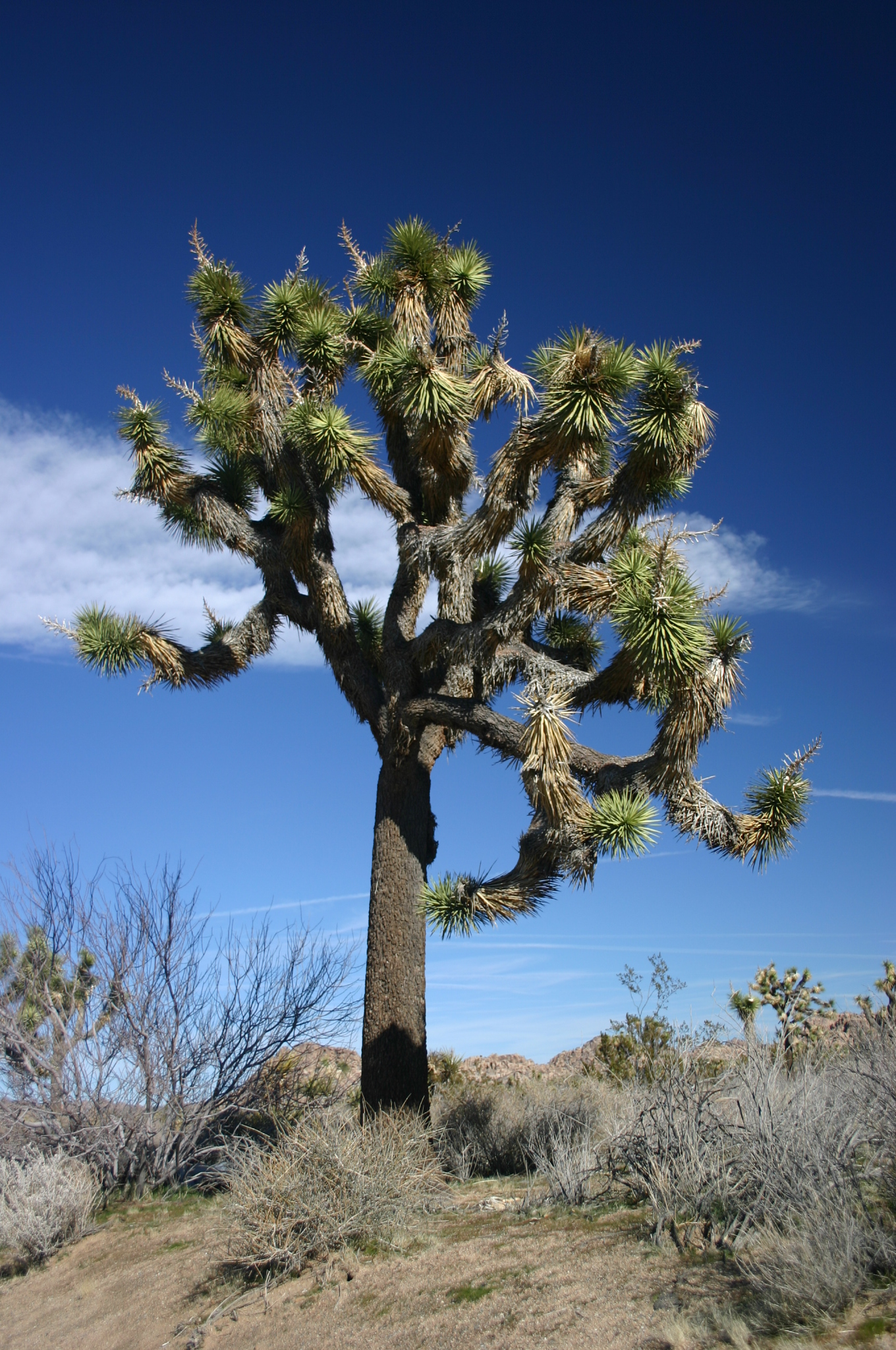
ジョシュア・ツリー

Yucca brevifolia
通称　ジョシュア・ツリー。モハーヴェ砂漠の標高400 - 1800 mで生育しており、特にカリフォルニアのジョシュア・ツリー国立公園はその名が示すように多くのジョシュア・ツリーが見られる。ジョシュア・ツリーの名前の由来は当地にたどり着いたモルモン教徒が聖書のヨシュアが天を仰ぐ姿に因んで名付けたものである。
ジョシュア・ツリーは砂漠の植物としては生育が早く、最初の10年は平均年7.6 cm、その後も3.8 cm/年成長する。幹は数千の繊維からできており、年輪は形成されないため樹齢は測りがたいが数百年以上の樹齢が推測されている。樹高は15mに及び、その根は11mまで広がっている。葉は濃緑色で長さは15 - 35 cmで幅は7 - 15 cmである。2月から4月にかけて開花し円錐花序は長さ30 - 55 cmで幅が30 - 38 cmとなり各々の花は4 - 7 cmの大きさである。ユッカ蛾により受粉する虫媒花である。枝分かれは開花後に起きる。また開花は毎年おきるとは限らず降水量に依存し、また開花前の冬に氷点下になった場合に開花する。Cahuilla族アメリカ州の先住民は実を食料に繊維をサンダルやバスケットに編んでいた。
Yucca elata
通称　Soaptree yucca。ソノラ砂漠、チワワ砂漠、樹高1.2 - 4.5 m、葉;長さ25 - 95 cm、幅0.2 - 1.3 cm、花3.2 - 5.7 cm、毎年は開花しない。
耐寒性があり、ワシントン州やブリティッシュコロンビアや中央ヨーロッパでも生育している。アメリカ州の先住民は葉の繊維を様々な用途で用いていた。根や幹からとれるサポニンは洗剤として使われていた。

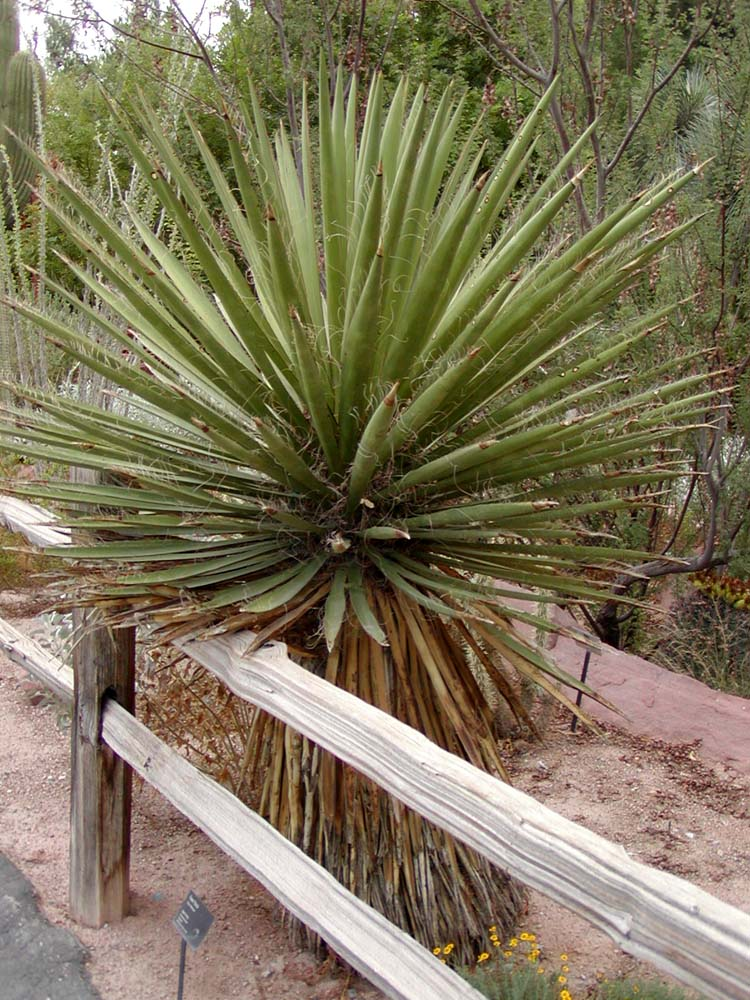
Y. faxoniana

Yucca faxoniana
通称　Spanish-dagger, Torrey's yucca, Torrey Yucca。チワワ砂漠原産。

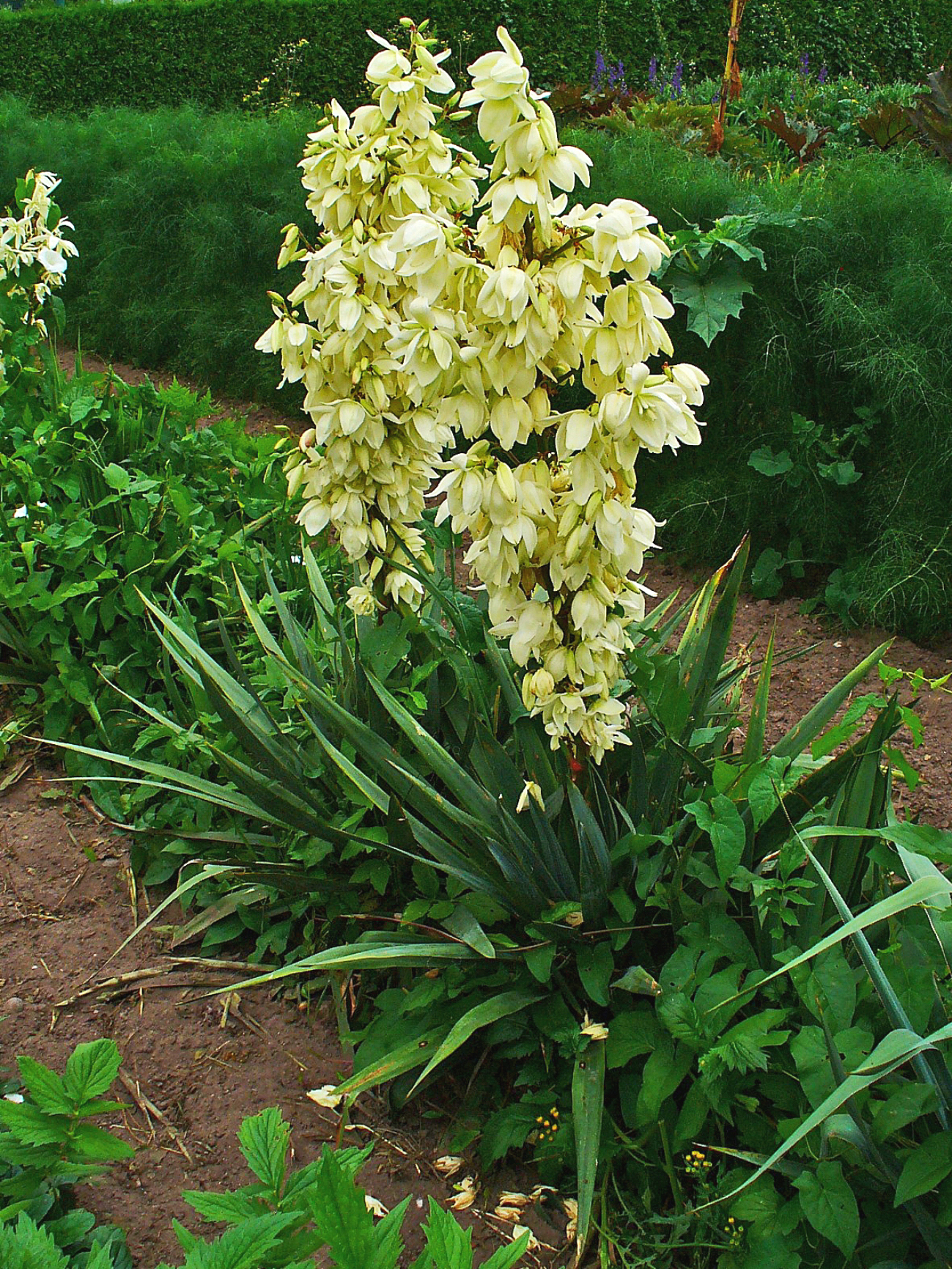
イトラン

Yucca filamentosa 和名イトラン（糸蘭）
通称　Adam's needle。樹高は75-120cm程で葉は長さ30 - 50 cm、日本での開花時期は6月から7月、花茎は90 - 180 cm（最長3 m）程に伸びる。原産地は米国の南東部であるが、現在では広く栽培されている。
葉は先端が垂れ、縁から白い繊維が剥離する、この状態が和名の由来。

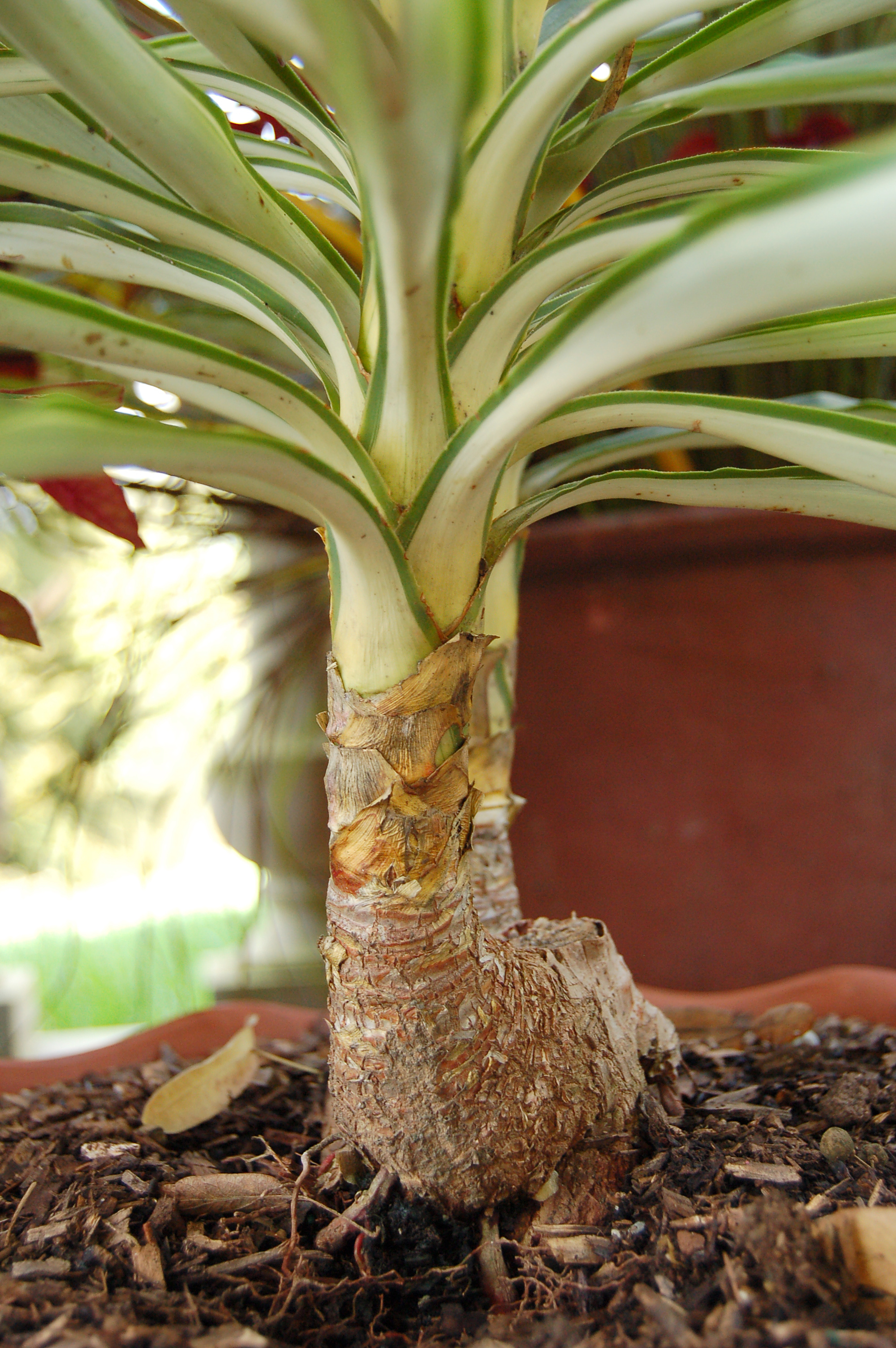
メキシコチモラン

Yucca gigantea (syn. Y. elephantipes) 和名メキシコチモラン
通称　spineless yucca, soft-tip yucca, blue-stem yucca, giant yucca and itabo。
樹高は6 m程であるが最大9 m幅4.5 mのものもある。葉は他の種と違い柔らかく棘が無い。長さは1.2 mほどになる。象の足に例えられる特徴のある幹を持ち学名にもなっている。開花時期は夏。俗に「青年の木」といわれるものの多くは、本種である。鉢植えの観葉植物の状態と自生のものとでは相当印象が違う。

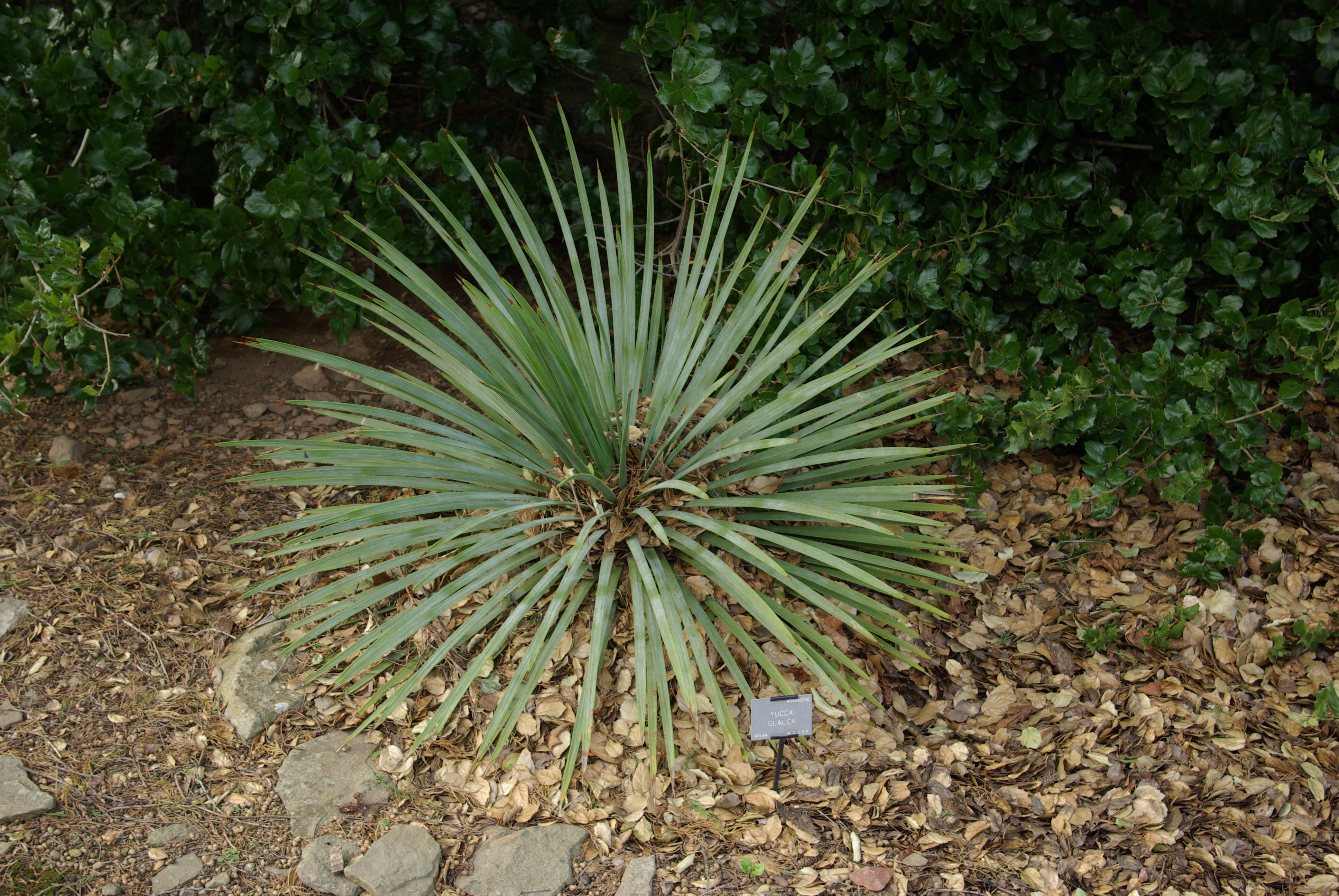
Y. glauca

Yucca glauca(syn. Y. angustifolia)
通称 soapweed yucca, narrowleaf yucca, plains yucca, beargrass。原産地米国中部、アメリカ州の先住民は薬草として利用していた。

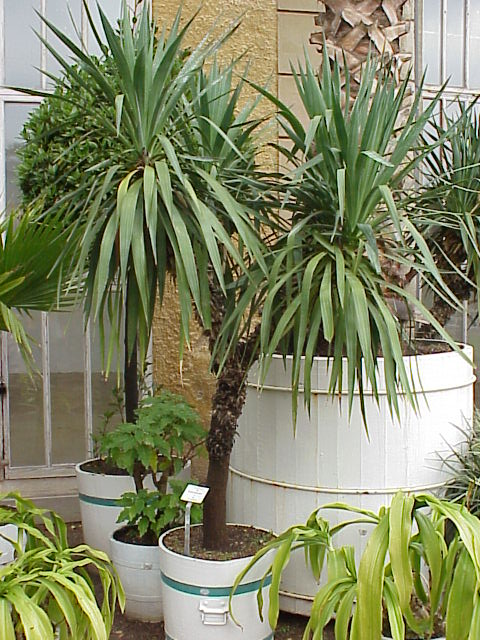
アツバキミガヨラン

Yucca gloriosa 和名アツバキミガヨラン（厚葉君が代蘭）
北アメリカ原産。通称 Spanish Dagger, Moundlily Yucca, Soft-tipped Yucca, Spanish Bayonet、Sea Islands Yucca。高さ0.5 - 2.5 m、葉は固く幅2 - 3.5 cm、長さ50 - 70 cmで先端は尖っている。太く短い幹の頂部かららせん状についている。キミガヨランに似ているが、本種の葉のほうが厚く、折れて垂れ下がらないのが特徴。花茎は1 - 2 m、バリアー島の砂丘で生育する、皮膚の炎症を起こすことがある。耐寒性があって観葉植物として多くの変種や栽培品種があり、日本へは明治時代に渡来して、庭園樹・庭木として利用されている。日本での開花時期は5 - 6月または10月頃であるが、受粉を媒介するユッカ蛾がいないため自然には結実しないといわれている。そのため、株分けや挿し木で繁殖させる。和名のキミガヨランは学名の gloriosa（栄光ある）から「君が代」へ関連付けたものである。
Yucca gloriosa var. recurvifolia 和名キミガヨラン（君が代蘭）
中央アメリカのメキシコ高原地帯に多く分布する。日本には明治中期ごろに紹介され、古くから洋風庭園や公園、ロータリーの植栽などに植えられている。リュウゼツランに似た剣のように尖った葉を持ち、葉の中央は濃緑色で、縁が黄色でトゲはない。一際高く花茎を出してスズランを大きくしたような花をつける。和名のキミガヨランという呼び名よりも、ユッカの通称でよばれることが多い。

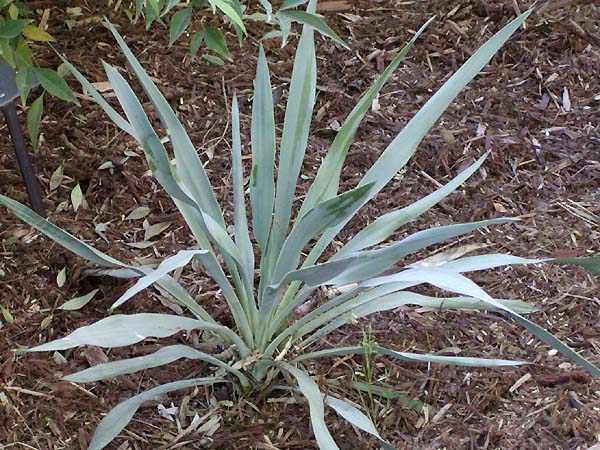
Y. pallida

Yucca pallida
通称　Pale yucca。高さ20 - 50 cm、直径30 - 80 cm、葉は幅2 - 3 cm、長さ15 - 40 cm、幹はほとんど無い。花茎は1 - 2.5 mの高さで100近い花をつける。個々の花は5 - 7 cmの長さである。

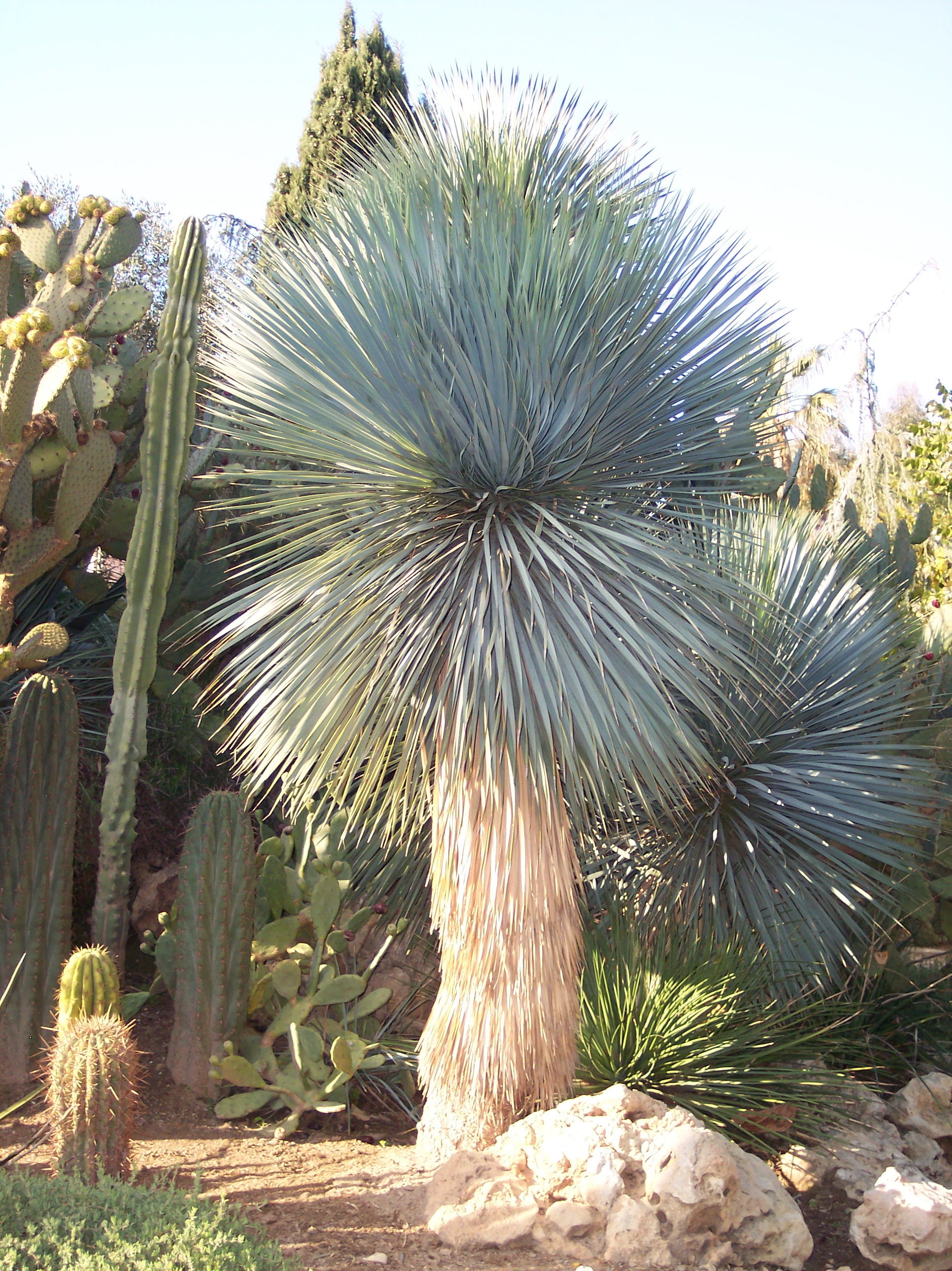
Y. rostrata

Yucca rostrata
通称　Beaked yucca。植生米国南部、メキシコ北部、樹高4.5m。開花時期は秋

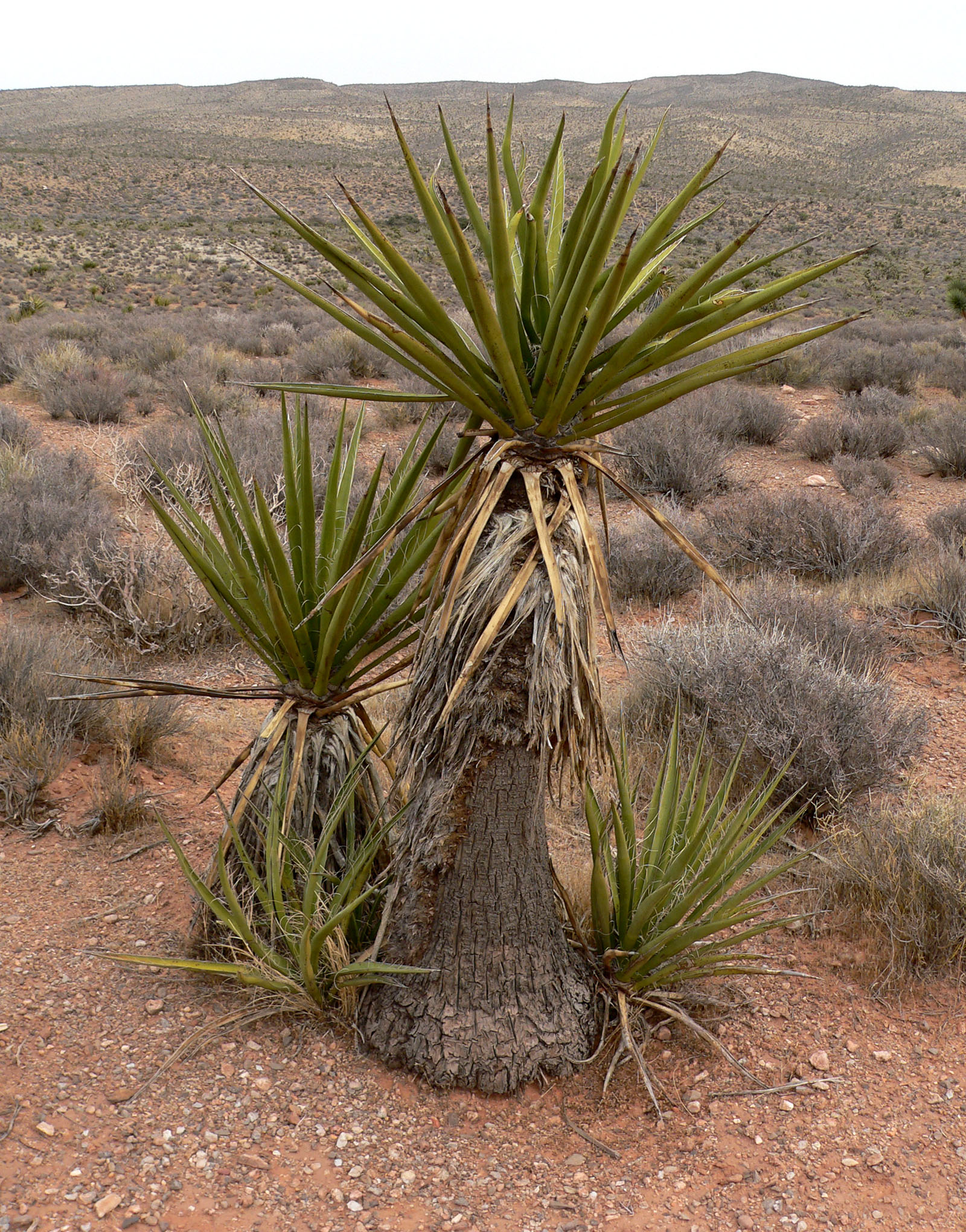
Y. schidigera

Yucca schidigera
通称 Mojave yucca, Spanish Dagger。モハーヴェ砂漠、ソノラ砂漠、標高300 - 1200 m、樹高5 m、葉は幅4 - 11 cm、長さ30 - 150 cm
繊維が衣類などに利用され、果実は種も含めて食料、樹液は洗剤として利用された。

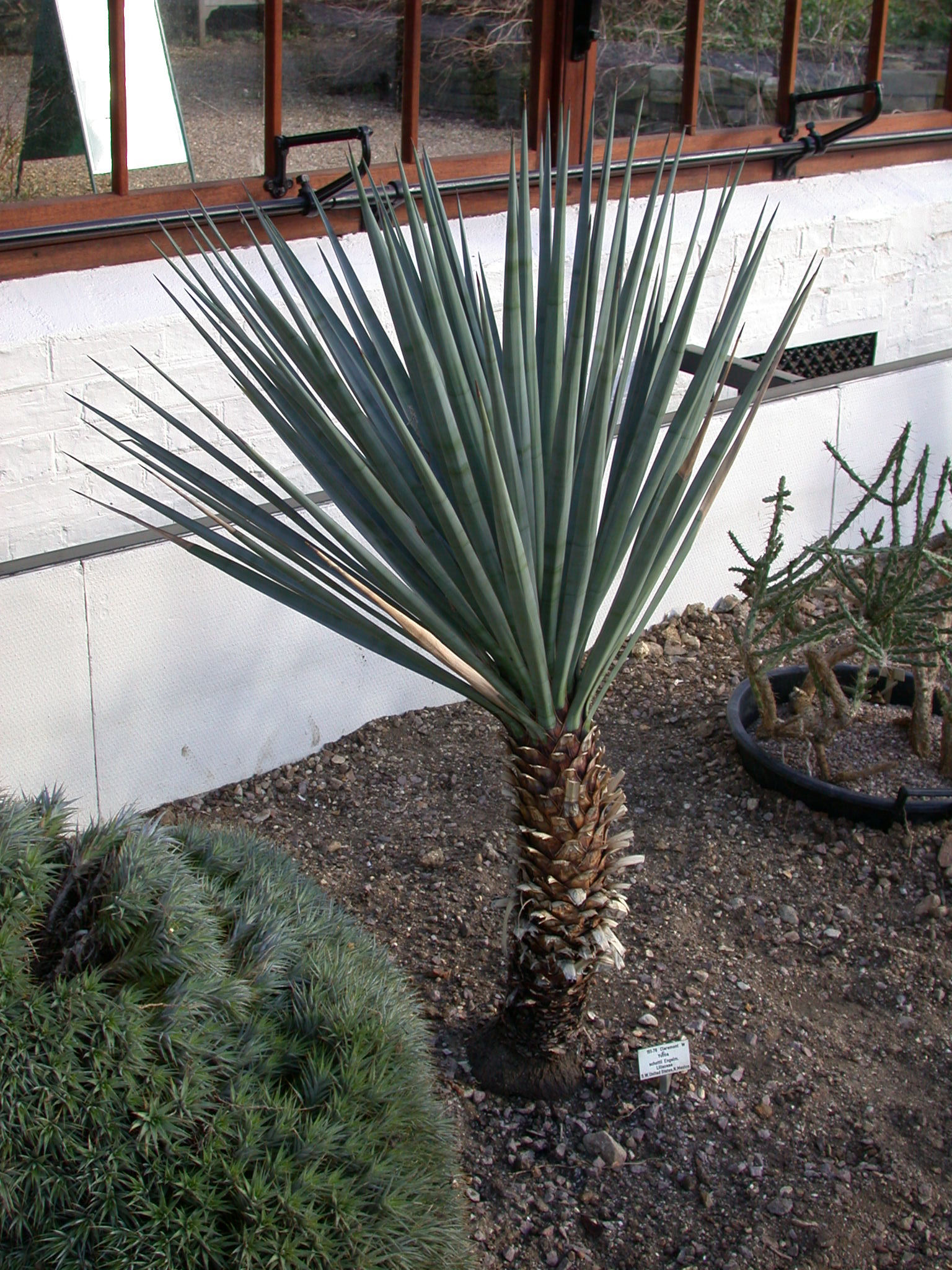
Y. schottii

Yucca schottii
通称 Schott's Yucca, Hoary Yucca, Mountain Yucca。米国南部メキシコ北部の山岳地帯に自生。